# Wadiacja
Wadiacja – wręczenie określonego przedmiotu wraz z wypowiedzeniem określonej formuły.
Kontrakt formalny polegał na daniu przedmiotu (tzw. wadia), który gwarantował egzekucję na osobie dłużnika i jego majątku. Wadia albo inaczej festuca (kij, na którym oznaczano inicjały wierzyciela i dłużnika oraz dłużną sumę) była dowodem zawarcia kontraktu. Wręczano ją w obecności dwóch lub trzech świadków.
Wadiacja była do XI w. symbolem woli dania swej osoby i majątku jako gwarancji wypełnienia zobowiązania. U Longobardów władza państwowa przeciwdziałała jednak samopomocy w dochodzeniu zobowiązań, co spowodowało, że wadia straciła charakter egzekucyjny, a stała się wyłącznie formalnym rytuałem przy zawieraniu umów. Wadiacja była dość sformalizowanym sposobem zawarcia kontraktu, przez wymóg świadków, ewentualnie poręczycieli. Obok niej Longobardowie zaczęli stosować rzymski zwyczaj zaciągania zobowiązań za pomocą dokumentu pisemnego, głównie przy umowach sprzedaży nieruchomości. Powstanie zobowiązania w ten sposób (które trzeba było trzymać w ręce) wymagało zredagowania pisma przez strony. Po sporządzeniu karty jedna ze stron wręczała ją drugiej. Była to tzw. traditio cartae, co zastępowało dawną wadiację.